# Buchlov (Chřiby)
Buchlov je jeden z nejvyšších vrcholků Chřibů 3 km severozápadně do Buchlovic v okrese Uherské Hradiště. Na vrcholu dosahující nadmořské výšky 522 metrů se nachází stejnojmenný hrad.

## Popis
Široce zaoblený vrchol je tvořen paleogenním pískovcem a slepencem. Ze severozápadu tvořen ukloněným a odlesněným hřbetem, z jihu příkrým svahem zalesněným smíšenými porosty s převahou buku.

## Vyhlídka
Z otevřené vyhlídkové plošiny na 35 metrů vysoké hradní věži je výhled na Chřiby, Dolnomoravský úval, Hostýn a za dobrého počasí i na Pálavu či dokonce do Vídně.